# 阿米哈伊·埃利亚胡
阿米哈伊·本-埃利亚胡（希伯來語：‎ ，1979年4月24日—），或译艾里雅胡，是一位以色列极右翼 政治人物，他是約旦河西岸地區以色列定居点的居民，及極右翼政黨猶太力量的党员。 2022年時出任以色列遗产部部长。
以色列—哈馬斯戰爭期間，埃利亚胡建议朝加沙地带丟核武器，因而引起軒然大波。

## 生平
阿米哈伊·埃利亚胡生于耶路撒冷，在北部区小镇什洛米长大。他是什穆埃尔·埃利亚胡的儿子，以色列首席拉比莫迪凯·埃利亚胡的孙子。他曾在以色列國防軍服役。

## 政治生涯
他是民族联盟党的支持者。
2022年12月29日，阿米哈伊·埃利亚胡出任以色列遗产部部长。
以色列—哈馬斯戰爭期间，阿米哈伊·埃利亚胡表示不排除以色列會對加沙地帶丟核武器。他反對向加沙地带提供任何人道主义援助，而且加沙地帶沒有一個人是無辜的，他還支持讓加沙地带的巴勒斯坦人滚出加沙地带，并表示“他们可以去爱尔兰或沙漠，加沙的怪物应该自己找到解决办法。” 
阿米哈伊·埃利亚胡的言論遭到以色列反对党领袖亚伊尔·拉皮德的谴责。  以色列总理本雅明·内塔尼亚胡決定暫時不讓阿米哈伊·埃利亚胡参加内阁会议。 

## 政治观点
阿米哈伊·埃利亚胡强烈反对兩國方案，他表示绿线是“虚构出來的线”。他支持以色列全面吞并约旦河西岸。 
阿米哈伊·埃利亚胡批评警察和以色列国防军对約旦河西岸的巴勒斯坦人太好，甚至比以色列定居点的定居者還要好。 2023年8月，他声称“过去三十年以色列国防军、警察和安全部门已经被巴勒斯坦人洗腦，他們居然认为猶太定居者有罪”。 

## 个人生活
阿米哈伊·埃利亚胡已婚并育有六个孩子。他住在约旦河西岸的以色列定居点里莫尼姆。